# Wehrbereichskommando I
Das Wehrbereichskommando I (WBK I) war ein Wehrbereichskommando der Bundeswehr. Aufgabe dieser Kommandobehörde war die Territoriale Verteidigung im Wehrbereich I.
Das WBK I wurde 1956 in Kiel aufgestellt und war von 1969 bis 1994 in das Territorialkommando Schleswig-Holstein integriert. Zwischen 1994 und 1997 wurde die Führung des Wehrbereichs durch den fusionierten Stab „Wehrbereichskommando I/6. Panzergrenadierdivision“ wahrgenommen. Bis 1997 umfasste der Wehrbereich I die Gebiete der Länder Schleswig-Holstein und Hamburg, von 1997 bis 2001 zusätzlich das Gebiet von Mecklenburg-Vorpommern. 2001 wurden die Wehrbereiche neu geordnet. Das Kommando wurde als WBK I „Küste“ neu aufgestellt und übernahm die Führung des „neuen“ Wehrbereichs I, der neben Schleswig-Holstein, Hamburg und Mecklenburg-Vorpommern auch die Bundesländer Bremen und Niedersachsen umfasste. Das WBK I „Küste“ wurde 2013 außer Dienst gestellt.

## Geschichte
Das Wehrbereichskommando I wurde Anfang 1956 in Kiel als Teil des Territorialheeres aufgestellt und war bis 1969 dem Kommando Territoriale Verteidigung unterstellt. Von 1958 bis 1961 wurden Territorialverteidigungsstäbe (TV-Stäbe) aufgestellt, die ab 1963 in Verteidigungsbezirkskommandos (VBK) umgegliedert wurden und dem WBK nachgeordnet waren. Aufgestellt wurden folgende VBKs:
- Verteidigungsbezirkskommando 10 (Hamburg)
- Verteidigungsbezirkskommando 11 (Flensburg, später Schleswig)
- Verteidigungsbezirkskommando 12 (Neumünster)

Ab 1964 wurden in den Verteidigungsbezirken mit der Aufstellung nachgeordneter Verteidigungskreiskommandos (VKK) begonnen. Ab 1965 war der Befehlshaber im Wehrbereich I gleichzeitig „Deutscher Bevollmächtigter im Bereich Allied Forces Northern Europe (AFNORTH)“.

### Als integrierter Teil des Territorialkommandos (1969–1994)
Das WBK I wurde ab 1969 zur Einnahme der Heeresstruktur III in das Heer eingegliedert. Wie die anderen WBKs sollte es einem der neu aufgestellten Territorialkommandos unterstellt werden. Dazu wurde das Territorialkommando Schleswig-Holstein im Wesentlichen durch Umgliederung des Stabes des Wehrbereichs I neu aufgestellt. Wegen der besonderen militärischen und organisatorischen Situation im Norden Deutschlands als Teil des Kommandobereichs AFNORTH und der vertieften Kooperation mit den dänischen Streitkräften im Rahmen des multinationalen Korps LANDJUT waren Territorial- und Feldheer der Bundeswehr in diesem Bereich anders gegliedert als im übrigen Westdeutschland. Das WBK I führte, auch weil es das einzige WBK des neu aufgestellten Territorialkommandos Schleswig-Holstein war, faktisch nicht als eigenständige Kommandobehörde den Wehrbereich I. Stattdessen wurde der Stab des WBK I ab 1969 integraler Bestandteil des Stabes des Territorialkommandos Schleswig-Holstein. Der Befehlshaber des Territorialkommandos Schleswig-Holstein und „Deutscher Bevollmächtigter im Bereich AFNORTH“ führte mit seinem Stab den Wehrbereich I unmittelbar.

### Fusion mit der 6. Panzergrenadierdivision (1994–1997)

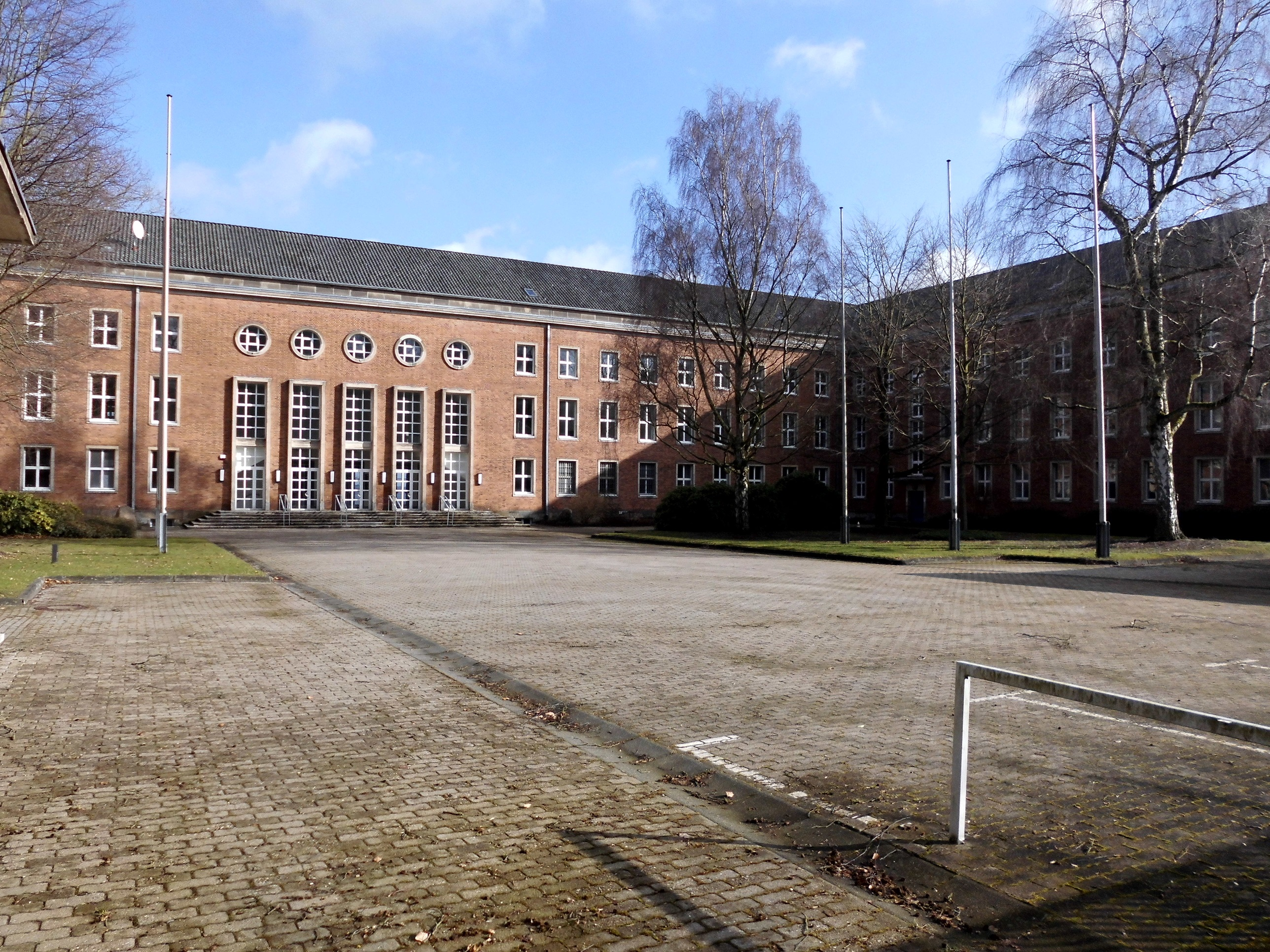
Kommandantur am Niemannsweg an der Kieler Förde

Nach dem Ende des Kalten Krieges wurde das Territorialheer deutlich verkleinert. Das Territorialkommando Schleswig-Holstein wurde außer Dienst gestellt; das Wehrbereichskommando I übernahm die Führung des Wehrbereichs als oberste Kommandobehörde im Bereich Jütland und Hamburg. In der Heeresstruktur V wurden die WBKs und Divisionsstäbe fusioniert. Das WBK I verschmolz zum 1. April 1994 mit der 6. Panzergrenadierdivision. Der fusionierte Stab in Kiel wurde als „Wehrbereichskommando I/6. Panzergrenadierdivision“ bezeichnet und unterstand dem I. Korps in Münster, wobei das WBK I weiterhin LANDJUT unterstützte. Die Trennung zwischen einem der NATO unterstellten Feldheer und dem auch im Verteidigungsfall unter nationalem Kommando bleibenden Territorialheer wurde damit in der Friedensgliederung organisatorisch aufgeweicht. Erst im Verteidigungsfall wären die fusionierten Stäbe voraussichtlich wieder getrennt worden.
1997 wurde der nördliche Teil des zeitgleich aufgelösten Wehrbereichs VIII, das Gebiet des Bundeslandes Mecklenburg-Vorpommern, dem „Wehrbereichskommando I/6. Panzergrenadierdivision“ unterstellt.
Im Oktober 1997 wurde die Fusion rückgängig gemacht. Die 6. Panzergrenadierdivision bestand als eigenständige Division noch kurzzeitig fort und wurde im Herbst 1997 außer Dienst gestellt. Das WBK I bestand fort.

### Das „neue“ Wehrbereichskommando I „Küste“ (2001–2013)

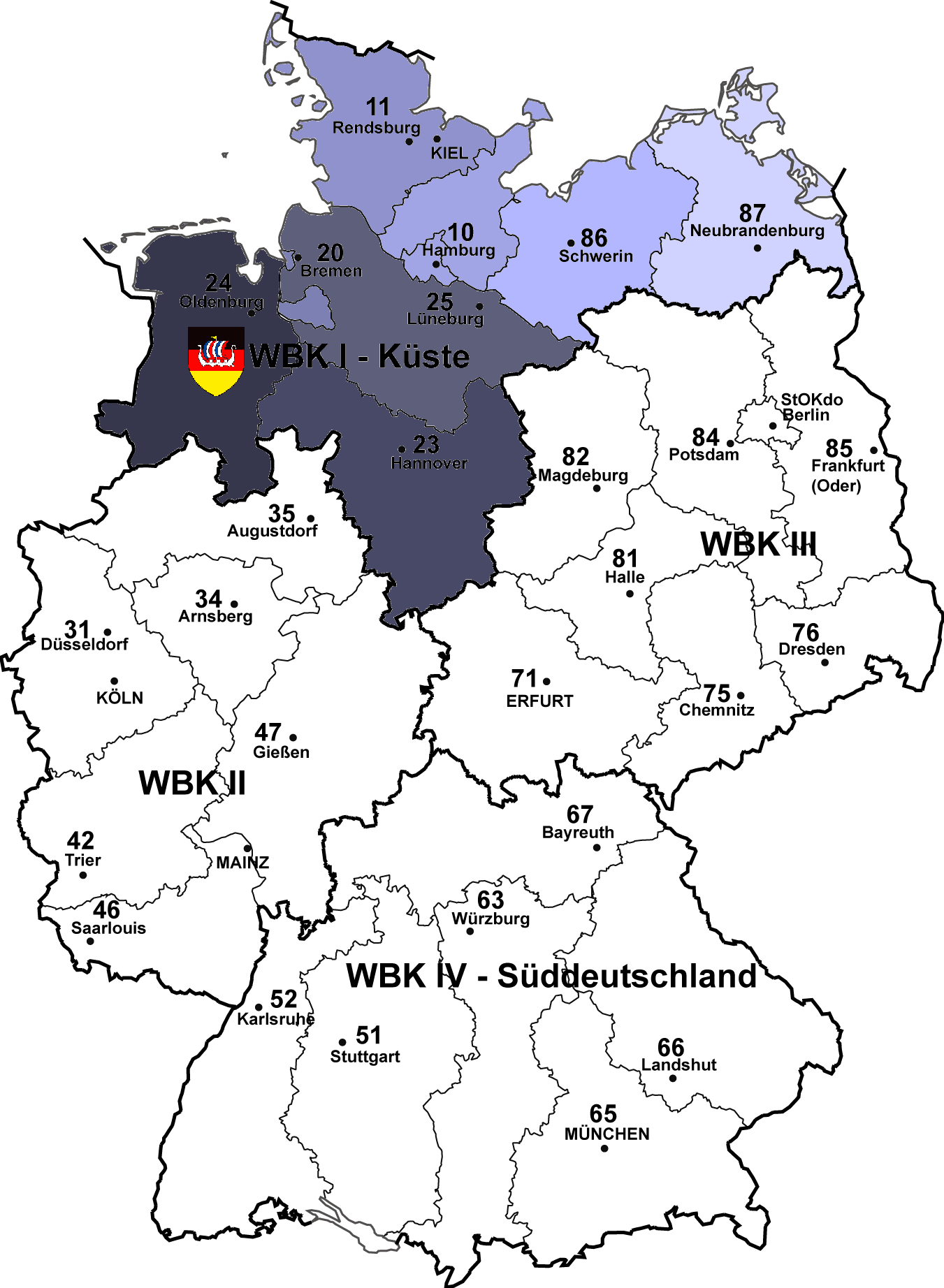
Die Lage des Wehrbereichskommandos I „Küste“ mit unterstellten Verteidigungsbezirken

2001 wurden alle WBKs grundlegend neu geordnet. Die „alten“ Wehrbereiche I (Schleswig-Holstein, Hamburg, Mecklenburg-Vorpommern) und II (Niedersachsen, Bremen) wurden zum „neuen“ Wehrbereich I zusammengelegt. Die Führung erfolgte unverändert durch den Stab des WBK I in Kiel, das nach der Erweiterung seines Kommandobereichs und Eingliederung in die neu aufgestellte Streitkräftebasis die neue Bezeichnung WBK I „Küste“ erhielt. Das „alte“ WBK II in Hannover entfiel. Der Schwerpunkt des WBK I „Küste“ war die Logistik.
Die Verteidigungsbezirke wurde teils neu geordnet und reduziert. Dem WBK I „Küste“ unterstanden folgende Verteidigungsbezirkskommandos:
- Verteidigungsbezirkskommando 10 (Hamburg)
- Verteidigungsbezirkskommando 11 (Rendsburg)
- Verteidigungsbezirkskommando 20 (Bremen)
- Verteidigungsbezirkskommando 23 (Hannover)
- Verteidigungsbezirkskommando 24 (Oldenburg)
- Verteidigungsbezirkskommando 25 (Lüneburg)
- Verteidigungsbezirkskommando 86 (Schwerin)
- Verteidigungsbezirkskommando 87 (Neubrandenburg)

Die nachgeordneten VBKs wurden 2007 aufgelöst. Dem WBK I „Küste“ wurden folgende Landeskommandos als nachgeordnete Verbände unterstellt:
- Landeskommando Bremen
- Landeskommando Hamburg
- Landeskommando Niedersachsen (Hannover)
- Landeskommando Mecklenburg-Vorpommern (Schwerin)
- Landeskommando Schleswig-Holstein (Kiel)

Daneben unterstanden:
- die Logistikbrigade 1 (Delmenhorst) mit den Logistikbataillonen 161 (Delmenhorst), 162 (Boostedt), dem Instandsetzungsbataillon 163 (Boostedt), dem Spezialpionierbataillon 164 (Husum) und dem Transportbataillon 165 (Delmenhorst) sowie das Logistikregiment 17 (Burg) mit den Logistikbataillonen 171 „Sachsen-Anhalt“ (Burg) und 172 (Beelitz),
- die Feldjägerbataillone 151 (Neubrandenburg) und 152 (Hannover),
- das Multinational CIMIC Command (Nienburg/Weser),
- die Materialprüfgruppen 11 (Kiel) und 12 (Hannover),
- die Truppenübungsplatzkommandanturen Jägerbrück, Bergen und Putlos sowie das Schießplatzkommando Nordhorn und
- das Wehrbereichsmusikkorps I (Neubrandenburg)

### Auflösung
Das Wehrbereichskommando I „Küste“ wurde 2013 außer Dienst gestellt und seine territorialen Aufgaben dem Kommando Territoriale Aufgaben der Bundeswehr und den bisher nachgeordneten Landeskommandos übertragen.

## Verbandsabzeichen

Stab WBK I „Küste“

Das Wehrbereichskommando führte ein Verbandsabzeichen mit folgender Blasonierung:
„Von einer silbernen Kordel mit eingeflochtenem schwarzen Faden gefasst, geteilt zu Schwarz, Rot, Gold in goldenem Mittelschild ein einköpfiger schwarzer Adler, den Kopf nach rechts gewendet, die Flügel offen, aber mit geschlossenem Gefieder, Schnabel, Zunge und Fänge von roter Farbe (Bundesadler); der Mittelschild unten begleitet von der schwarzen römischen Ziffer I.“
Die Schildteilung entsprach der Flagge Deutschlands. Die Motive des Verbandsabzeichens ähnelten im Übrigen dem Wappen Deutschlands. Der Adler war das deutsche Wappentier. Er wurde ähnlich auf den Truppenfahnen der Bundeswehr abgebildet. Die enge Anlehnung an das Wappen und an die Flagge Deutschlands verdeutlichte, dass das Territorialheer und seine Wehrbereichskommandos auch im Verteidigungsfall unter Kommandogewalt des nationalen Befehlshabers blieb und nicht der NATO assigniert war.
Die Verbandsabzeichen der Kommandobehörden im Territorialheer waren sich besonders ähnlich. Insbesondere unterschieden sich die Verbandsabzeichen der übergeordneten Territorialkommandos und der  anderen Wehrbereichskommando nur durch die Beschriftung. Auch das Verbandsabzeichen des Bundesministeriums der Verteidigung (BMVg) war bis auf den Bord nahezu identisch. Der bei den WBKs silber/schwarz geflochtene Rand symbolisierte die Stellung unterhalb des BMVg, das entsprechend eine „höherwertige“ goldene Kordel aufwies.

## Befehlshaber
Die letzten Befehlshaber im Wehrbereich waren:
| Nr. | Dienstgrad     | Name                 | Beginn der Berufung |
| --- | -------------- | -------------------- | ------------------- |
| 1.  | Konteradmiral  | Dieter Leder         | 1. Juli 2001        |
| 2.  | Konteradmiral  | Uwe Kahre            | 28. März 2003       |
| 3.  | Generalmajor   | Heinz-Georg Keerl    | Januar 2005         |
| 4.  | Konteradmiral  | Jens-Volker Kronisch | 18. Januar 2008     |
| 5.  | Brigadegeneral | Wolfgang Brüschke    | 27. Juni 2011       |